# Озаве, Виннерс
Виннерс Марк Озаве (нем. Winners Mark Osawe; род. 29 ноября 2006, Германия) — немецкий футболист, полузащитник клуба «Нюрнберг».

## Клубная карьера
Озаве — воспитанник клуба «РБ Лейпциг» .30 августа 2024 года «Нюрнберг» объявил, что подписал контракт с Озаве.

## Международная карьера
В 2023 году в составе юношеской сборной Германии Озаве выиграл юношеский чемпионат мира в Венгрии. На турнире он сыграл в матчах против команд Шотландии, Швейцарии, Польши и дважды Франции.
В том же году в составе юношеской сборной Германии Озаве выиграл юношеский чемпионат мира в Индонезии. На турнире он сыграл в матчах против команд Новой Зеландии, Венесуэлы, США, Испании, Аргентины и Франции. В поединках против новозеландцев и американцев Билаль забил по голу.

## Достижения
Международные
 Германия (до 17)
- Победитель юношеского чемпионата Европы — 2023
- Победитель юношеского чемпионата мира — 2023